# Luis José Velázquez
Luis José Velázquez de Velasco, markis av Valdeflores, född den 5 november 1722 i Málaga, död där den 7 november 1772, var en spansk litteraturhistoriker.
Velázquez förvärvade sig såväl teologie som juris doktorsgrad. På officiellt uppdrag genomreste han Spanien, varav frukten blev Viaje de España (1765). I Rivadeneiras Biblioteca de autores españoles finns fem Juicio crítíc av honom rörande Cristóbal de Castillejo, Fernando de Herrera, Francisco de Medrano, Juan de Jáuregui och Bernardino de Rebolledo intagna. Bland Velázquez många övriga arbeten bör nämnas Origines de la poesía castellana och Anales de la nación española.